# Stappenbelt MTB Trophy
De Stappenbelt MTB Trophy is een Nederlandse mountainbikewedstrijd die sinds 2004 verreden wordt in Apeldoorn.
De volledige naam van de wedstrijd is sinds 2014 MPL Stappenbelt MTB Trophy; hiervoor heette de wedstrijd Stappenbelt Rabobank MTB Trophy. De wedstrijd wordt georganiseerd door Mountainbikeclub Bar End uit Apeldoorn.

## Geschiedenis
In 2007 kreeg de Stappenbelt Rabobank MTB Trophy internationale status. Sinds dat jaar maakt de wedstrijd deel uit van de Benelux-competitie, een initiatief van de KNWU en de Belgische wielerbonden. In 2010 kwam de Benelux-competitie te vervallen. De Stappenbelt Rabobank MTB Trophy behield als UCI C2-wedstrijd de internationale status. In 2011 maakte de wedstrijd deel uit van de MTB Topcompetitie.
De wedstrijd vond tot 2014 traditioneel plaats in mei in het weekend voor of na Hemelvaartsdag. In 2014 kreeg de organisatie in mei echter geen vergunning om de wedstrijd te organiseren vanwege het broedseizoen en was zij genoodzaakt uit te wijken naar september.

## Mannen
| Jaar | Goud              | Zilver                  | Brons              |
| ---- | ----------------- | ----------------------- | ------------------ |
| 2004 | Thijs Al          | Bart Brentjens          | Gerben de Knegt    |
| 2005 | Gerben de Knegt   | Bas Peters              | Maarten Tjallingii |
| 2006 | Gerben de Knegt   | Mathijs Wagenaar        | Thijs Al           |
| 2007 | Sven Nys          | Bart Brentjens          | Rudi van Houts     |
| 2008 | Jimmy Tielens     | Davy Coenen             | Bart Brentjens     |
| 2009 | Thijs Al          | Sven Nys                | Gerben de Knegt    |
| 2010 | Bas Peters        | Niels Wubben            | Kevin van Hoovels  |
| 2011 | Henk Jaap Moorlag | Chris Jongewaard        | Hans Becking       |
| 2012 | Tom Meeusen       | Henk Jaap Moorlag       | Bart De Vocht      |
| 2013 | Sven Nys          | Emil Lindgren           | Hans Becking       |
| 2014 | Jonas de Backer   | Michiel van der Heijden | Bart de Vocht      |

## Vrouwen
| Jaar | Goud                   | Zilver               | Brons                  |
| ---- | ---------------------- | -------------------- | ---------------------- |
| 2004 | Reza Hormes            | Corine Stam-Dorland  | Ariëlle Boek-van Meurs |
| 2005 | Saskia Elemans         | Laura Turpijn        | Corine Stam-Dorland    |
| 2006 | Reza Hormes            | Lysanne Plat         | Anouk Kesseleer        |
| 2007 | Ariëlle Boek-van Meurs | Laura Turpijn        | Saskia Elemans         |
| 2008 | Saskia Elemans         | Laura Turpijn        | Githa Michiels         |
| 2009 | Daphny van den Brand   | Laura Turpijn        | Joyce Vanderbeken      |
| 2010 | Laura Turpijn          | Anne Terpstra        | Daphny van den Brand   |
| 2011 | Laura Turpijn          | Anne Terpstra        | Rozanne Slik           |
| 2012 | Laura Turpijn          | Githa Michiels       | Anne Terpstra          |
| 2013 | Githa Michiels         | Annefleur Kalvenhaar | Anne Terpstra          |
| 2014 | Anne Terpstra          | Alice Pirard         | Yana Belomoyna         |

## Trivia
- De Stappenbelt MTB Trophy is de enige Nederlandse wedstrijd die Nederlands beste mountainbiker Bart Brentjens tijdens zijn actieve carrière nooit wist te winnen.
- Het Orderbos, waar de wedstrijd gereden wordt, was ook de locatie waar ooit de eerste officiële mountainbike wedstrijd in Nederland werd georganiseerd.
- In 2018 werd op een vergelijkbaar parcours het Nederlands kampioenschap Mountainbike gehouden waar Mathieu van der Poel en Anne Terpstra de nationale titels wisten te veroveren.

Kampioenschappen:  Olympische Spelen ·
 Wereldkampioenschappen ·
WK marathon ·
 Europese kampioenschappen
 Belgie ·
 Denemarken ·
 Duitsland ·
 Finland ·
 Frankrijk ·
 Groot-Brittannië ·
 Italie ·
 Nederland ·
 Oostenrijk ·
 Polen ·
 Zwitserland
Klassementen:  Wereldbeker ·
 3 Nations Cup
Meerdaagse wedstrijden  Cape Epic ·
 Transalp Challenge ·
 Crocodile Trophy ·
 Belgian Mountainbike Challenge
Eendaagse wedstrijden:  Grand Prix d’Europe ·
 Hondsrug Classic ·
 Roc d'Ardenne ·
 Roc d'Azur ·
 Salzkammergut Trophy ·
 Sea Otter Classic ·
 Stappenbelt MTB Trophy
Strandraces:  De Panne Beach Endurance ·
 Egmond-pier-Egmond ·
 Hoek van Holland-Den Helder
Historisch:  Benelux Cup ·  Belgian MTB Grand Prix ·  MTB Topcompetitie